# 手柄

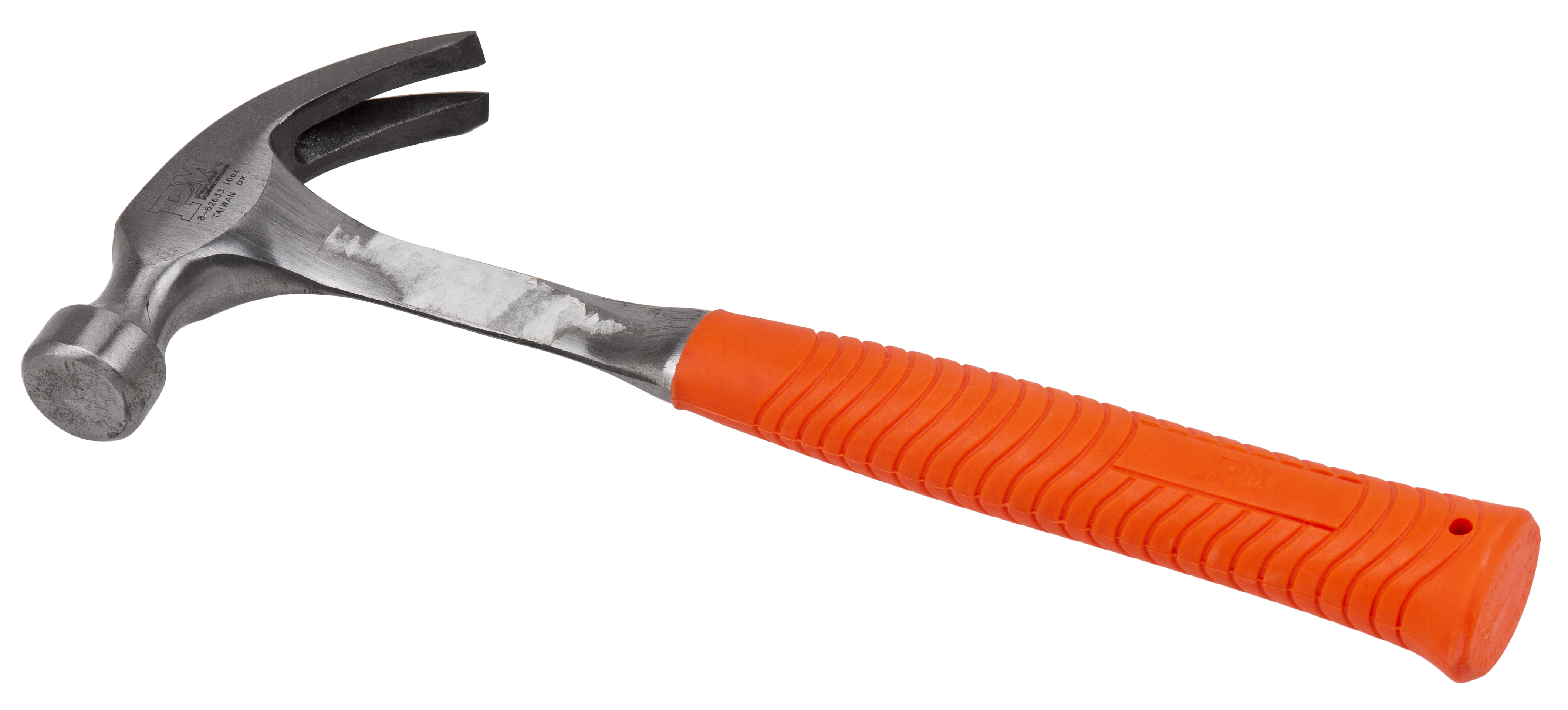
橘黃色部位為羊角锤的手柄

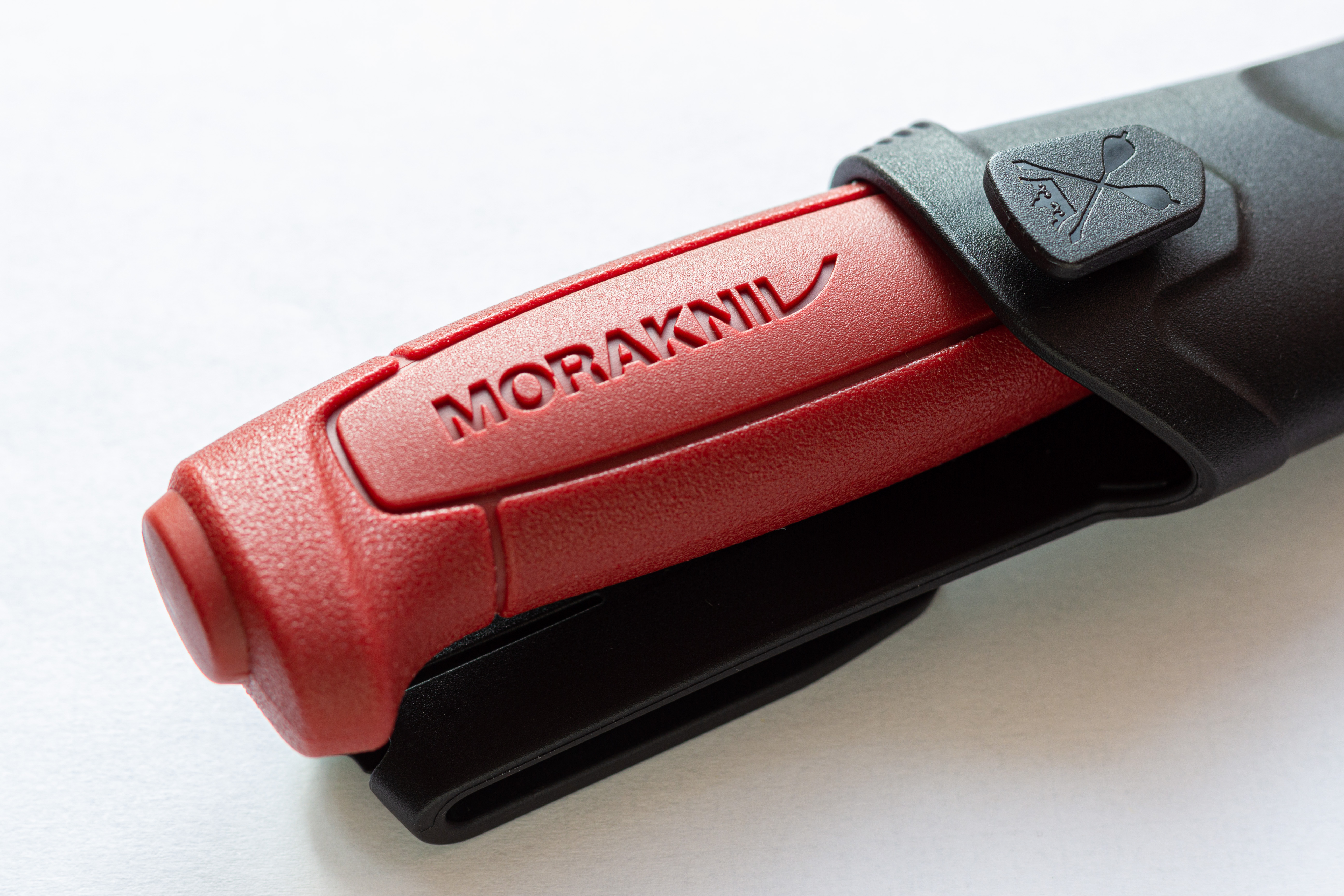
刀柄

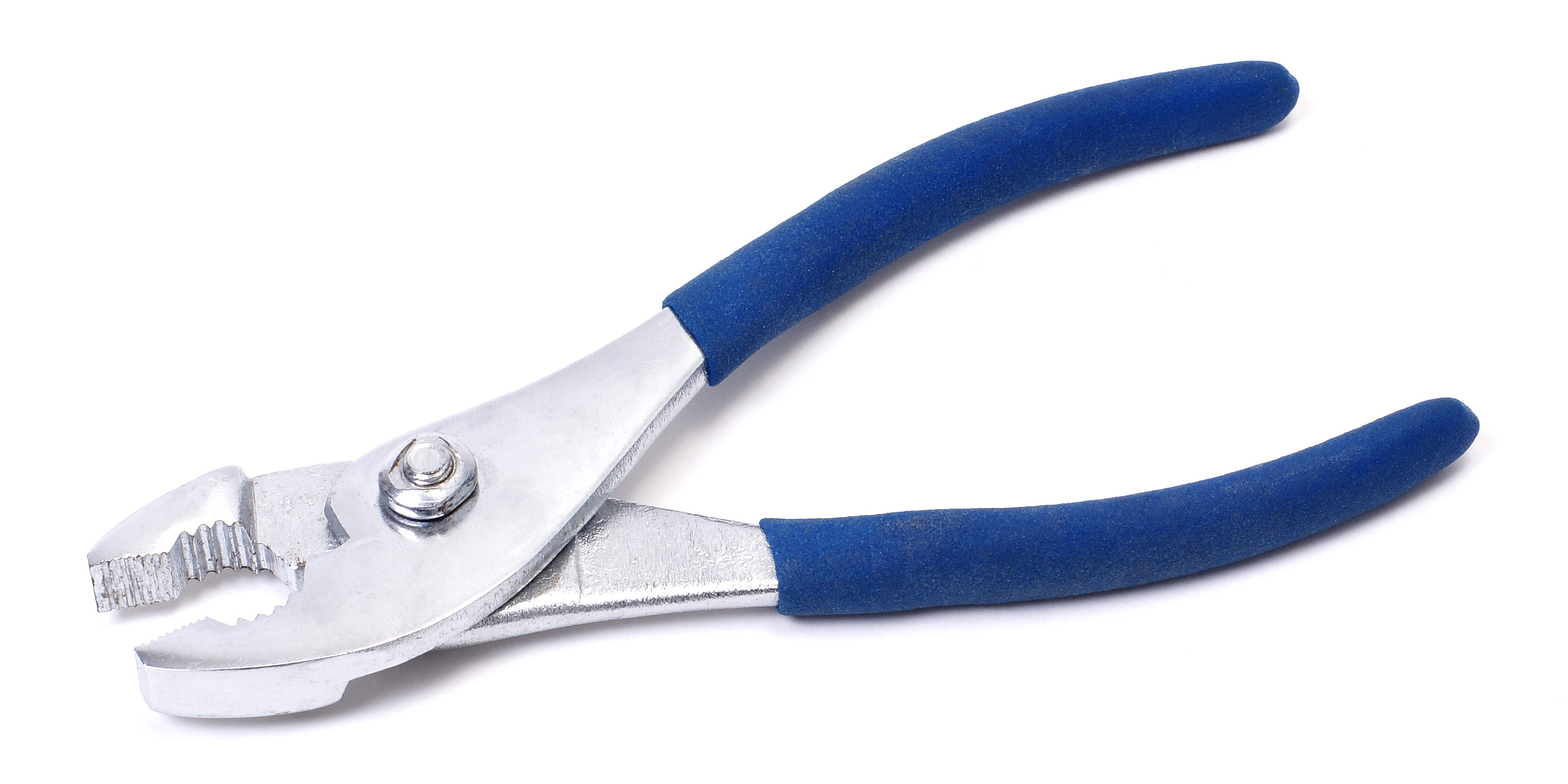
藍色部位是钳的手柄

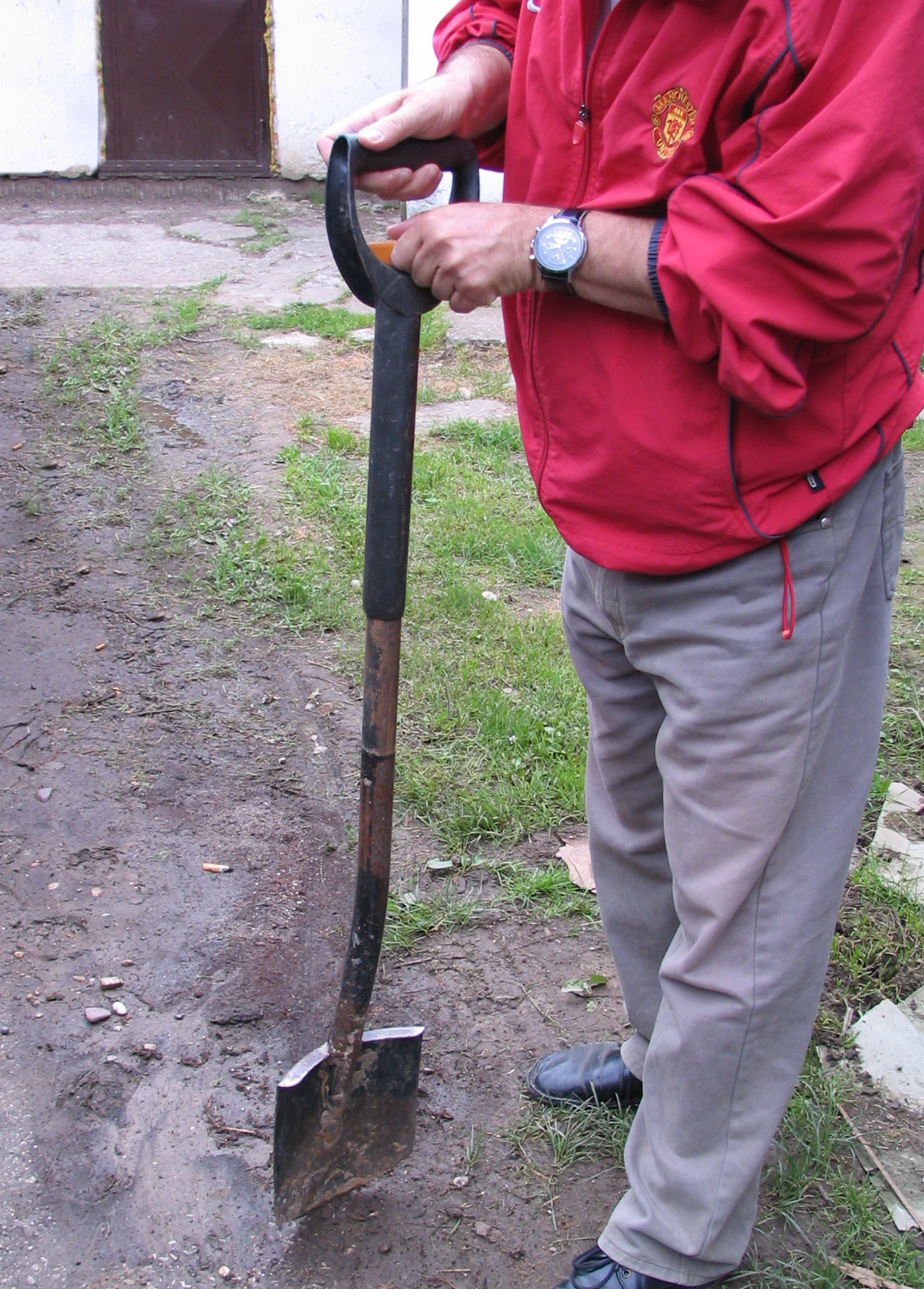
带柄铲

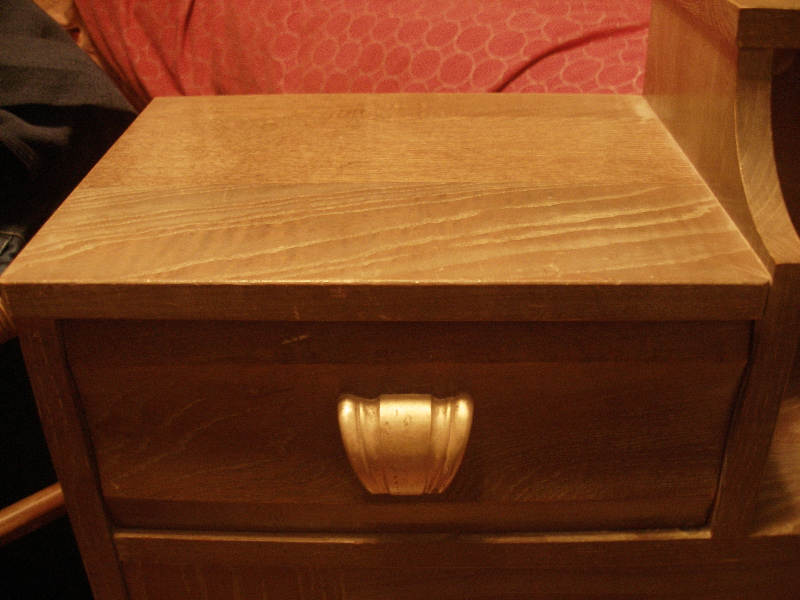
许多抽屜都有把手

手柄又稱把手、柄，是物体的一部分，通常人們可以用手抓住手柄並通過手柄來操控物體。許多类型的手柄设计都涉及到大量的人体工程学。例如工具的手柄是工具的一个重要組成部分，人們透過工具手柄能够最大限度地發揮工具的作用。